# Domat/Ems
Pour les articles homonymes, voir Domat (homonymie) et Ems (homonymie).
Domat/Ems (romanche : Domat , allemand : Ems) est une commune suisse du canton des Grisons, située dans la région d'Imboden.
On compte quinze Tumas sur le territoire de la commune.

Photo aérienne prise à 400 m par Walter Mittelholzer (1925)

## Culture et patrimoine

### Héraldique
| Blason | Blasonnement : D'or au saint Jean-Baptiste nimbé du champ, vêtu d'un manteau de gueules et tenant de la dextre un bâton de sable se terminant en croix et de la senestre l'agneau d'argent appuyé sur les Saintes Ecritures. |